# Population Matters
Population Matters, cunoscut anterior ca Optimum Population Trust, OPT) este o organizație caritabilă, think tank, și grup de advocacy din Marea Britanie care își exprima preocuparea cu privire la sustenabilitatea impactului de creștere a populației pe termen lung asupra calității vieții și mediului natural, în special a resurselor naturale, schimbărilor climatice, și biodiversității.

## Context
Population Matters desfășoară activități de cercetare legate "schimbările climatice", "necesarul de energie", "biodiversitate", și a altor factori de mediu în legătură cu "creșterea populației". Militează pentru stabilizarea mărimea populației noastre și reducerea treptată la niveluri sustenabile. În 2009, Population Matters a publicat un studiu afirmând că contracepția a fost cea mai ieftină modalitate de combatere a schimbărilor climatice.
Organizația afirmă că obiectivele intermediare sunt: îmbunătățirea planificării familiale și a educației sexuale, o mai bună educație și drepturi pentru femei, și că cuplurile vor alege voluntar să aibă „doi sau mai puțini copii”.